# Aimé Cotton
Aimé Auguste Cotton (Bourg-en-Bresse, 9 de outubro de 1869 — Sèvres, 16 de abril de 1951) foi um físico francês.
Participou da 6ª Conferência de Solvay.